# Флиунт
Флиунт (др.-греч. Φλιοΰς; жители — Φλιασιοι, флиасийцы, флиунтцы) — независимый город в северо-восточной части древнего Пелопоннеса; его область, Флиасия, граничила на Западе — с Аркадией, на Севере — с Сикионом, на Востоке — с Клеонами, на Юге — с Аргосом.
По свидетельству Страбона в древности главным городом области была Арефирея на горе Койлоссе; но этот город был рано покинут жителями, которые поселились в нескольких километрах, на Асопе, основав Флиунт.
В городе находился акрополь с храмами Ганимеда или Гебы, Деметры и Артемиды; храм Гебы служил, между прочим, убежищем. По Павсанию флиасийцы были аргивского происхождения. При вторжении дорян Флиунт доризировался, причём часть жителей переселилась на Самос и в Клазомены.
Образ правления был первоначально аристократический; затем, после периода тирании, установилась олигархия. До Пелопоннесской войны Флиунт стоял на стороне спартанцев; 200 флиасийцев сражались под начальством Леонида I при Фермопилах с персами.
В 394 году до н. э. произошло во Флиунте демократическое движение, после чего изгнанные олигархи обратились за помощью к Спарте. Хотя флиасийцы и открыли ворота лакедемонянам, но олигархия была восстановлена лишь после ряда внутренних раздоров и нового нашествия лакедемонского войска под начальством Агесилая II. После этого, несмотря на попытки демократии утвердиться во Флиунте и на нападения аргивян, сикионцев и аркадян, флиасийцы оставались верными Спарте.
В период, непосредственно предшествовавший римскому завоеванию, Флиунт входил в состав Ахейского союза. Географ II века Клавдий Птолемей упоминал о Флиунте как о части Аргивской области.